# 伍箕
伍箕（1477年—？），字朝輝，江西吉安府安福縣人，民籍，明朝政治人物。

## 生平
正德五年（1510年）庚午科江西鄉試第七十九名舉人，六年（1511年）中式辛未科會試第七十五名，二甲第九十九名進士。授汾州知州，十年（1515年）正月慶成王府鎮國將軍朱奇𤃂等十三人以請支祿米為名，私出汾州城，走太原，汾州知州伍箕、指揮王禮、慶成王府教授陳洪俱被逮治。嘉靖初年任南雄府知府，升廣西按察司副使，十二年（1533年）三月升甘肅行太僕寺卿。

## 家族
曾祖伍冕，知縣 贈監察御史；祖父伍體祥，封刑部員外郎；父伍希魚。前母謝氏；母王氏。慈侍下。從兄伍符，保定巡撫。孫伍惟忠。